# ObsIdentify
ObsIdentify is een gratis mobiele app waarmee foto's van wilde dieren, planten en paddenstoelen kunnen worden geïdentificeerd. De identificatie kan met de tijd en locatie van de foto worden gebundeld tot een waarneming. Deze waarnemingen worden verzameld op het platform Observation.org (in Nederland bekend als Waarneming.nl, in België als Waarnemingen.be en Observations.be). Daarna worden ze, mits de gebruiker toestemming geeft, gedeeld met onder andere  GBIF en de Nationale Databank Flora en Fauna.
Obsidentify werkt zowel op Android als op iOS.

## Beeldherkenning
De beeldherkenning in ObsIdentify wordt mogelijk gemaakt door miljoenen waarnemingen op Observation.org. De foto's bij deze waarnemingen zijn gekoppeld aan de juiste namen van de betreffende organismen, waardoor ze kunnen worden gebruikt voor machine learning. De kwaliteit van de identificatie wordt bewaakt door de validatoren van Observation.org. Voor het trainen van de beeldherkenning wordt samengewerkt met Naturalis.
Ook de websites en de andere apps van Observation.org maken gebruik van deze beeldherkenning.

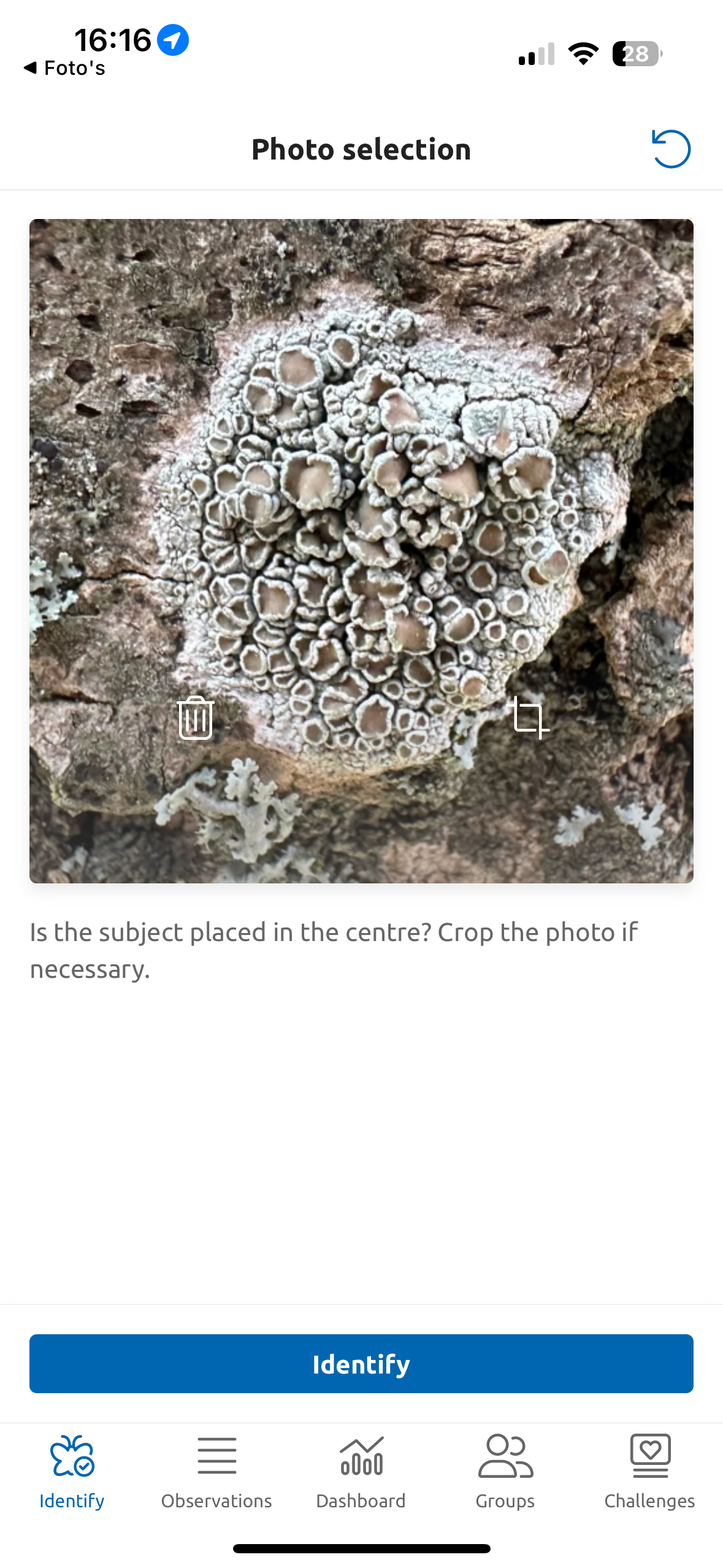
voor identificatie

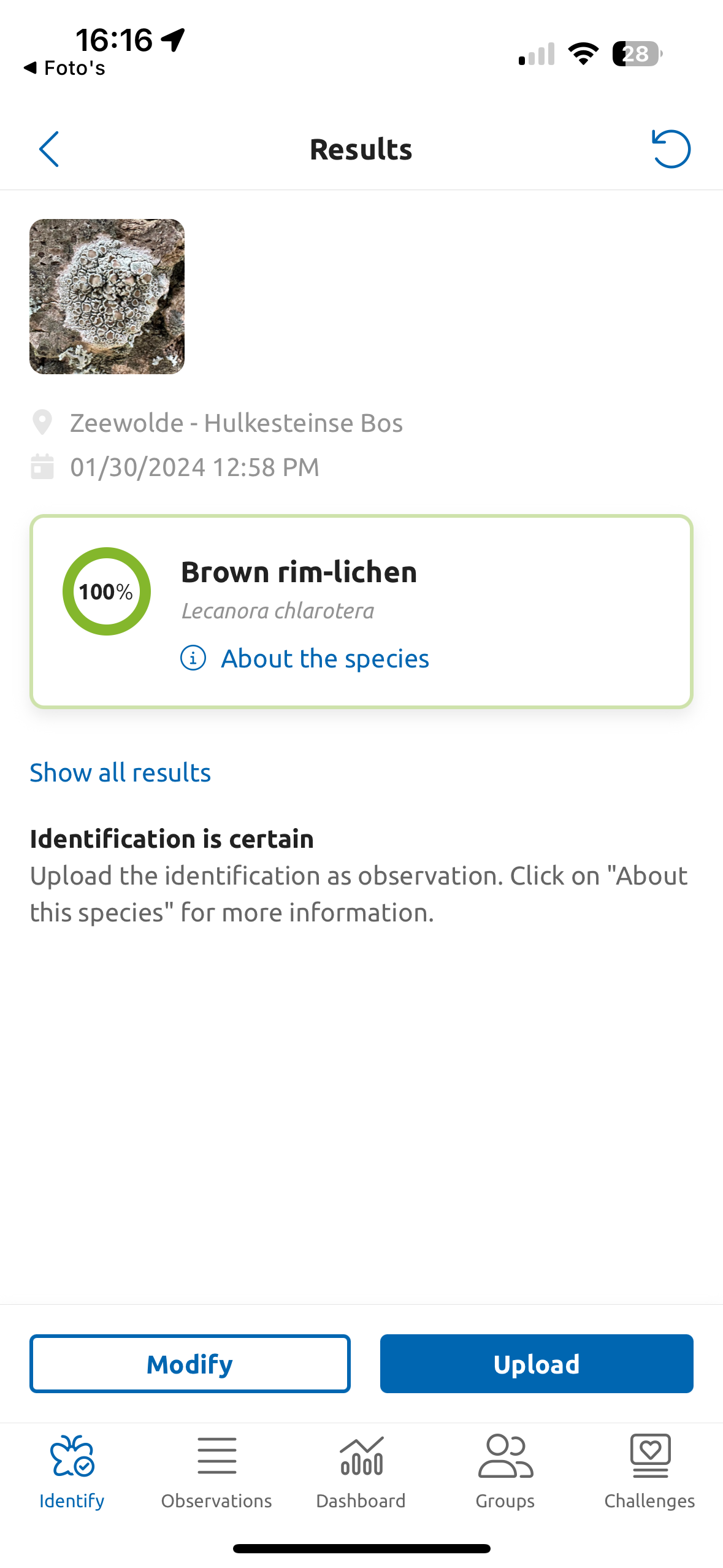
na identificatie

## Geschiedenis
- De eerste versies van ObsIdentify werkten enkel op Android, en werden per soortgroep uitgebracht.
- In mei 2021 werd de nieuwe versie van ObsIdentify uitgebracht die alle soortgroepen ondersteunt.[1]
- In maart 2022 werd de dekking van de beeldherkenning uitgebreid tot heel Europa.
- In februari 2023 werd herkenning van Caribische soorten toegevoegd.[4] Hiervoor wordt samengewerkt met de Dutch Caribbean Nature Alliance.[5]

## Ontwikkeling
ObsIdentify is een product van Stichting Observation International, in samenwerking met Naturalis Biodiversity Center en Natuurpunt.

## Vergelijk
- Google Lens